# Pinanga keahii
Pinanga keahii är en enhjärtbladig växtart som beskrevs av Caetano Xavier Furtado. Pinanga keahii ingår i släktet Pinanga och familjen Arecaceae. Inga underarter finns listade i Catalogue of Life.